# Емералд-Біч (Міссурі)
Емералд-Біч (англ. Emerald Beach) — селище (англ. village) в США, в окрузі Баррі штату Міссурі. Населення — 212 особи (2020).

## Географія
Емералд-Біч розташований за координатами 36°34′27″ пн. ш. 93°40′15″ зх. д. / 36.57417° пн. ш. 93.67083° зх. д. (36.574195, -93.670794).  За даними Бюро перепису населення США в 2010 році селище мало площу 1,86 км², з яких 1,85 км² — суходіл та 0,01 км² — водойми.

## Демографія
Згідно з переписом 2010 року, у селищі мешкало 228 осіб у 117 домогосподарствах у складі 76 родин. Густота населення становила 122 особи/км².  Було 245 помешкань (132/км²).
Расовий склад населення:
| - 96,9 % — білих - 1,3 % — корінних американців - 0,4 % — азіатів |

До двох чи більше рас належало 1,3 %. Частка іспаномовних становила 0,9 % від усіх жителів.
За віковим діапазоном населення розподілялося таким чином: 11,8 % — особи молодші 18 років, 49,6 % — особи у віці 18—64 років, 38,6 % — особи у віці 65 років та старші. Медіана віку мешканця становила 60,1 року. На 100 осіб жіночої статі у селищі припадало 113,1 чоловіків;  на 100 жінок у віці від 18 років та старших — 109,4 чоловіків також старших 18 років.
Середній дохід на одне домашнє господарство  становив 44 932 долари США (медіана — 29 453), а середній дохід на одну сім'ю — 53 364 долари (медіана — 38 333). За межею бідності перебувало 25,4 % осіб, у тому числі 79,6 % дітей у віці до 18 років та 6,3 % осіб у віці 65 років та старших.
Цивільне працевлаштоване населення становило 78 осіб. Основні галузі зайнятості: освіта, охорона здоров'я та соціальна допомога — 34,6 %, мистецтво, розваги та відпочинок — 20,5 %, роздрібна торгівля — 12,8 %, виробництво — 10,3 %.